# إيتان كوهين
إيتان كوهين (بالإنجليزية: Etan Cohen)‏ (بالعبرية: איתן כהן) هو كاتب سيناريو ومخرج أمريكي-إسرائيلي ولد بتاريخ 14 مارس 1974 في القدس.

## أعماله
من أعماله فيلم كن صلبا وهوملز وواطسون.

## وصلات خارجية
إيتان كوهين على موقع IMDb (الإنجليزية)
- إيتان كوهين على موقع ألو سيني (الفرنسية)
- إيتان كوهين على موقع أول موفي (الإنجليزية)
- إيتان كوهين على موقع بوكس أوفيس موجو (الإنجليزية)
- إيتان كوهين على موقع قاعدة بيانات الأفلام السويدية (السويدية)
- إيتان كوهين على موقع قاعدة بيانات الفيلم (الإنجليزية)
- إيتان كوهين على موقع كينوبويسك (الروسية)